# Ermita de San Sebastián (Castielfabib)
La ermita de San Sebastián se halla en Mas de Jacinto, pedanía de Castielfabib, en la provincia de Valencia (Comunidad Valenciana, en España).

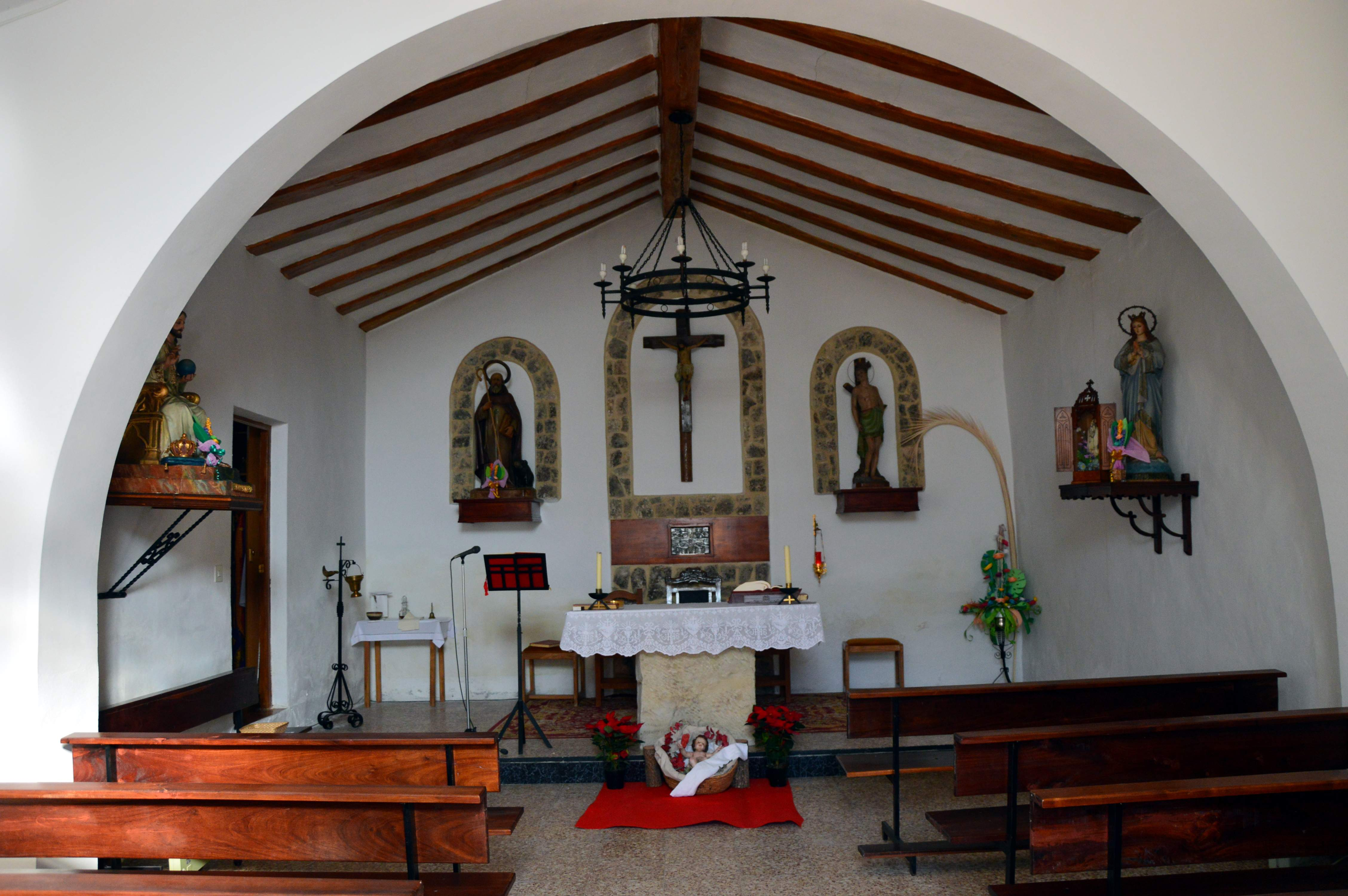
Nave de la Ermita de San Sebastián en Mas de Jacinto (Castielfabib, Valencia), con el presbiterio al fondo (2018).

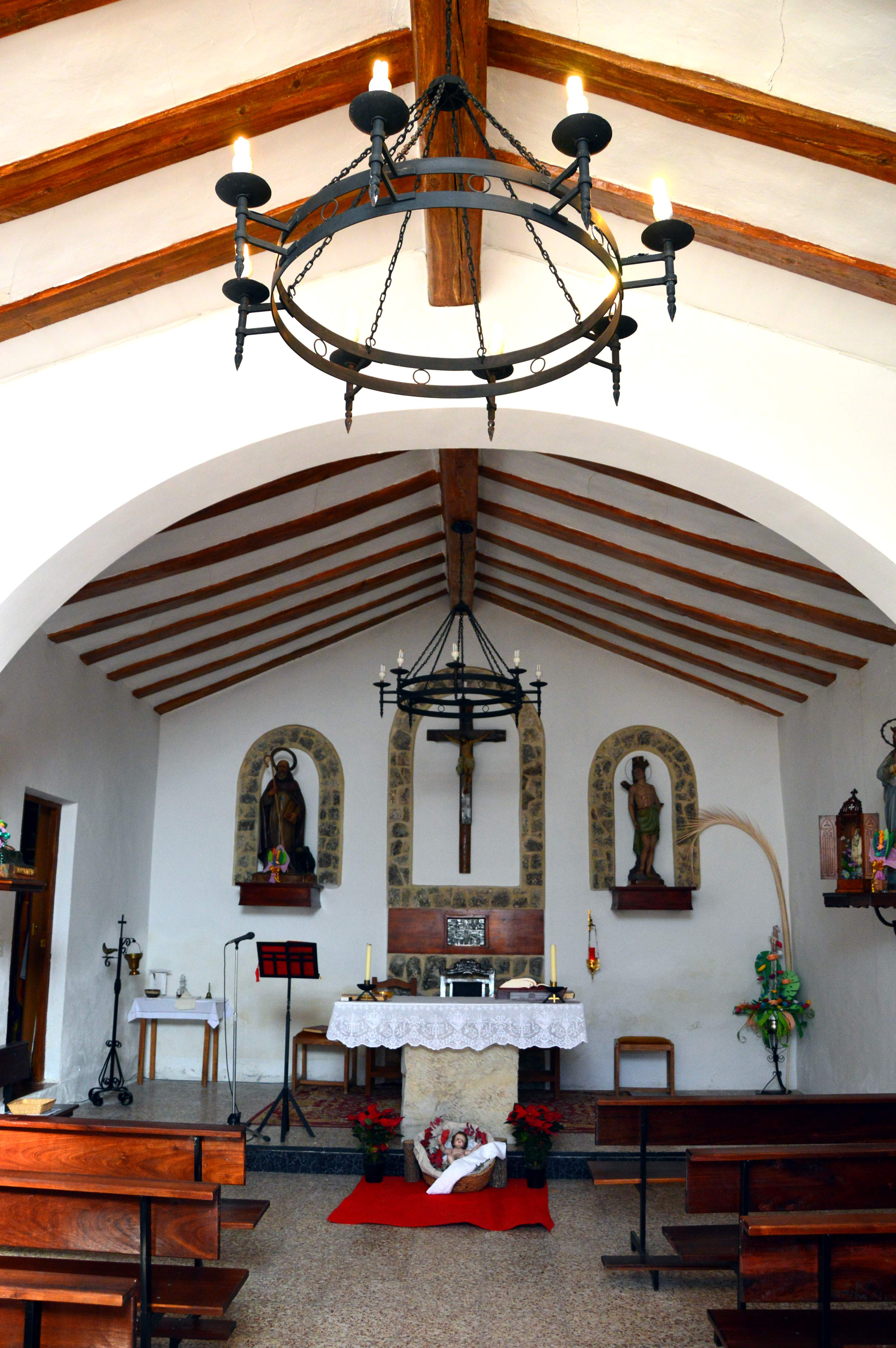
Ermita de San Sebastián en Mas de Jacinto (Castielfabib, Valencia), detalle del arco toral con el presbiterio al fondo (2018).

Es Bien de Relevancia Local con identificador número 46.09.092-004.

## Historia
Su construcción data del siglo XVII, habiendo sufrido varias reformas.

## Descripción
Se ubica en un altiplano, en la parte alta del caserío, en posición noroccidental. Es un edificio humilde y sencillo, basado en mampostería y con cubierta a dos aguas. La fachada posee una puerta adintelada con una ventana circular sobre ella, y remate con espadaña de tejadillo. En dicha espadaña se halla la única campana de la ermita, la de San Sebastián, fundida por Roses Soler, Juan Bautista (Atzeneta d'Albaida) en 1951, con un diámetro de 41 cm y un peso de 40 kg.
El interior es de nave única rectangular con techo plano envigado. En el centro existe un arco peraltado, además de un coro a los pies del templo y poyo corrido en uno de los laterales. En el templete del altar se venera la imagen del titular de la ermita, san Sebastián.
Ente el resto de objetos de culto, destaca una cruz de madera, que según la tradición procede del Huerto de los Olivos.

## Galería

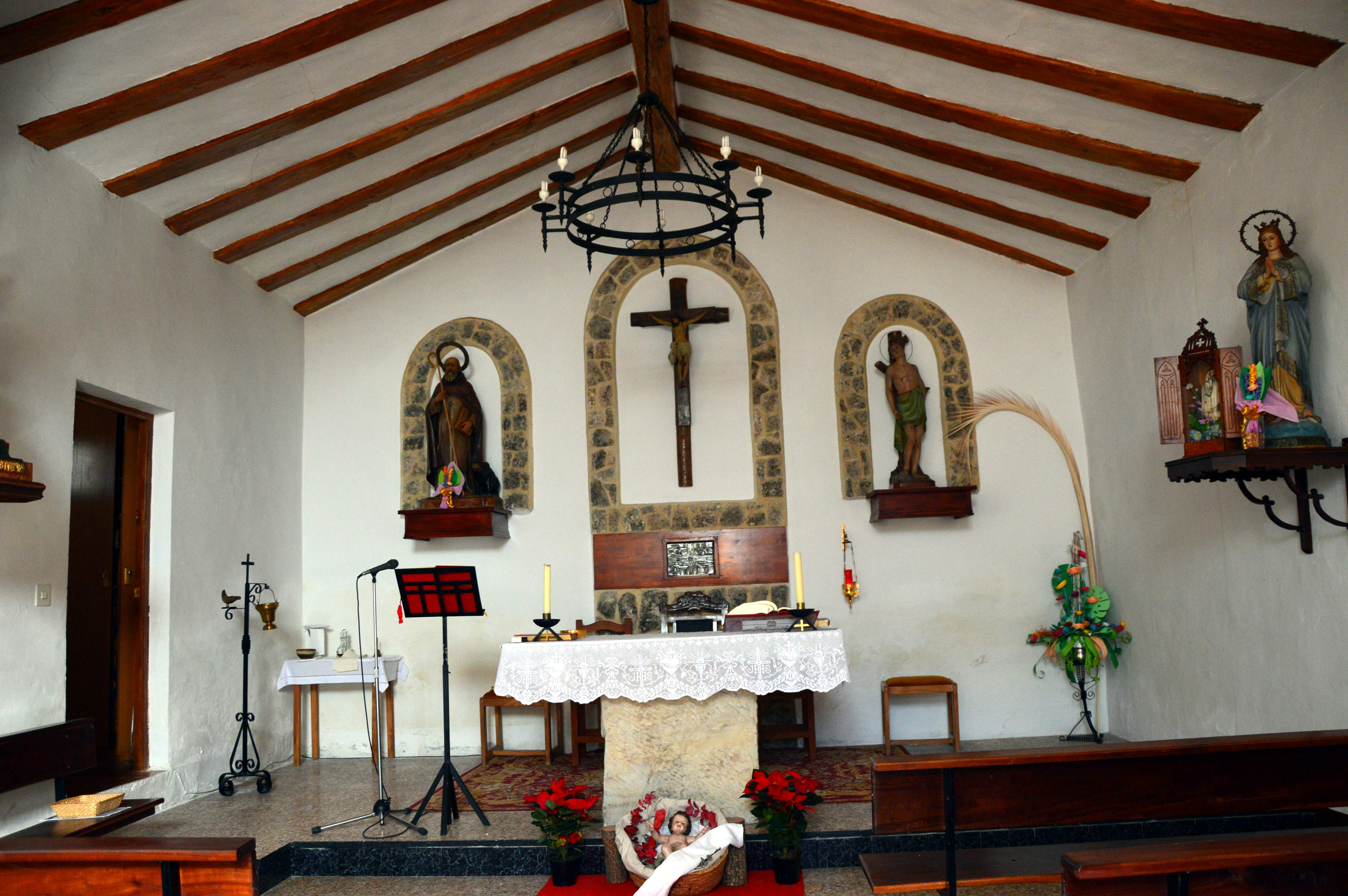
Nave de la Ermita de San Sebastián en Mas de Jacinto (Castielfabib, Valencia), vista del presbiterio (2018).
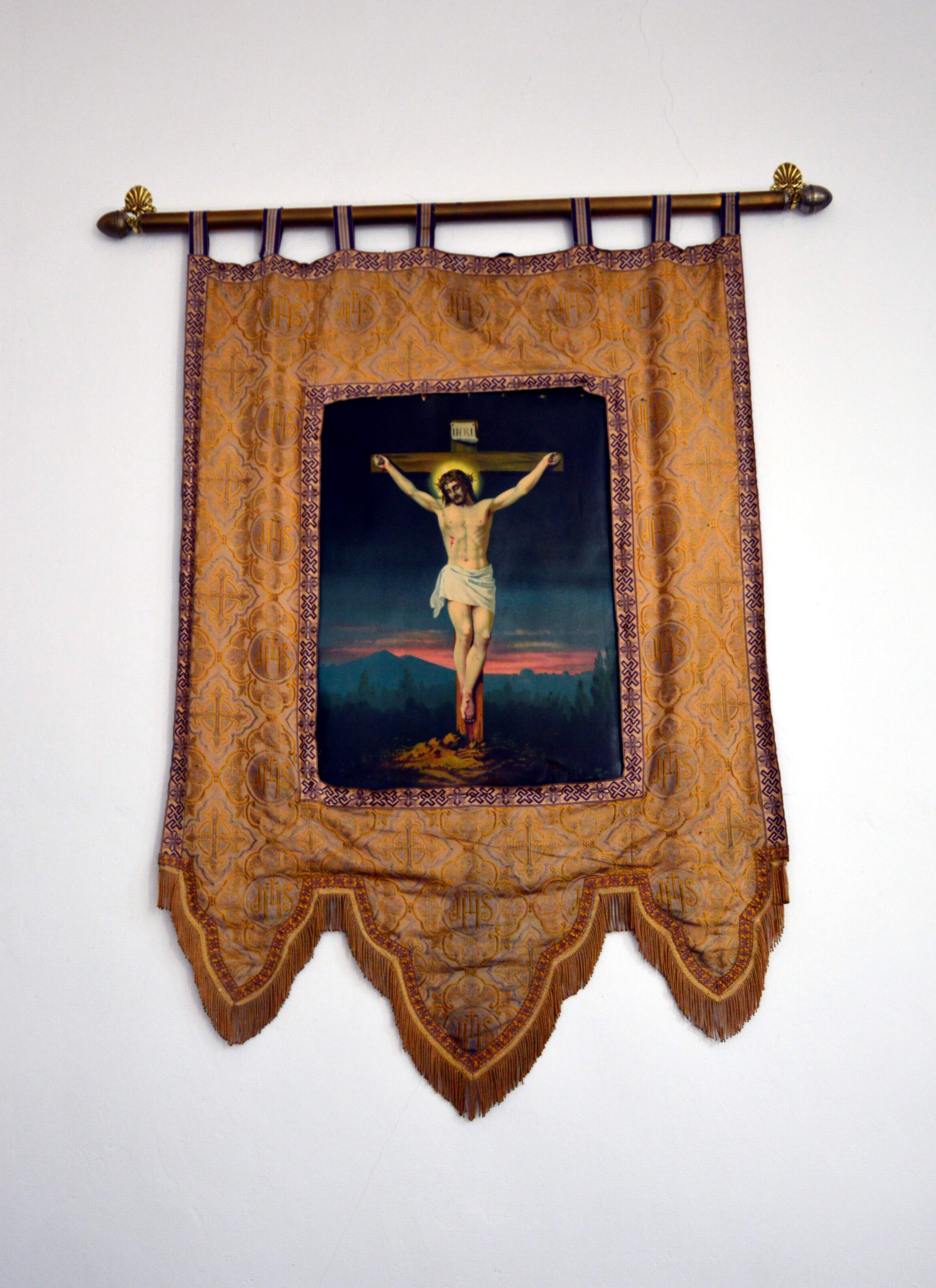
Ermita de San Sebastián en Mas de Jacinto (Castielfabib, Valencia), detalle de estandarte (2018).
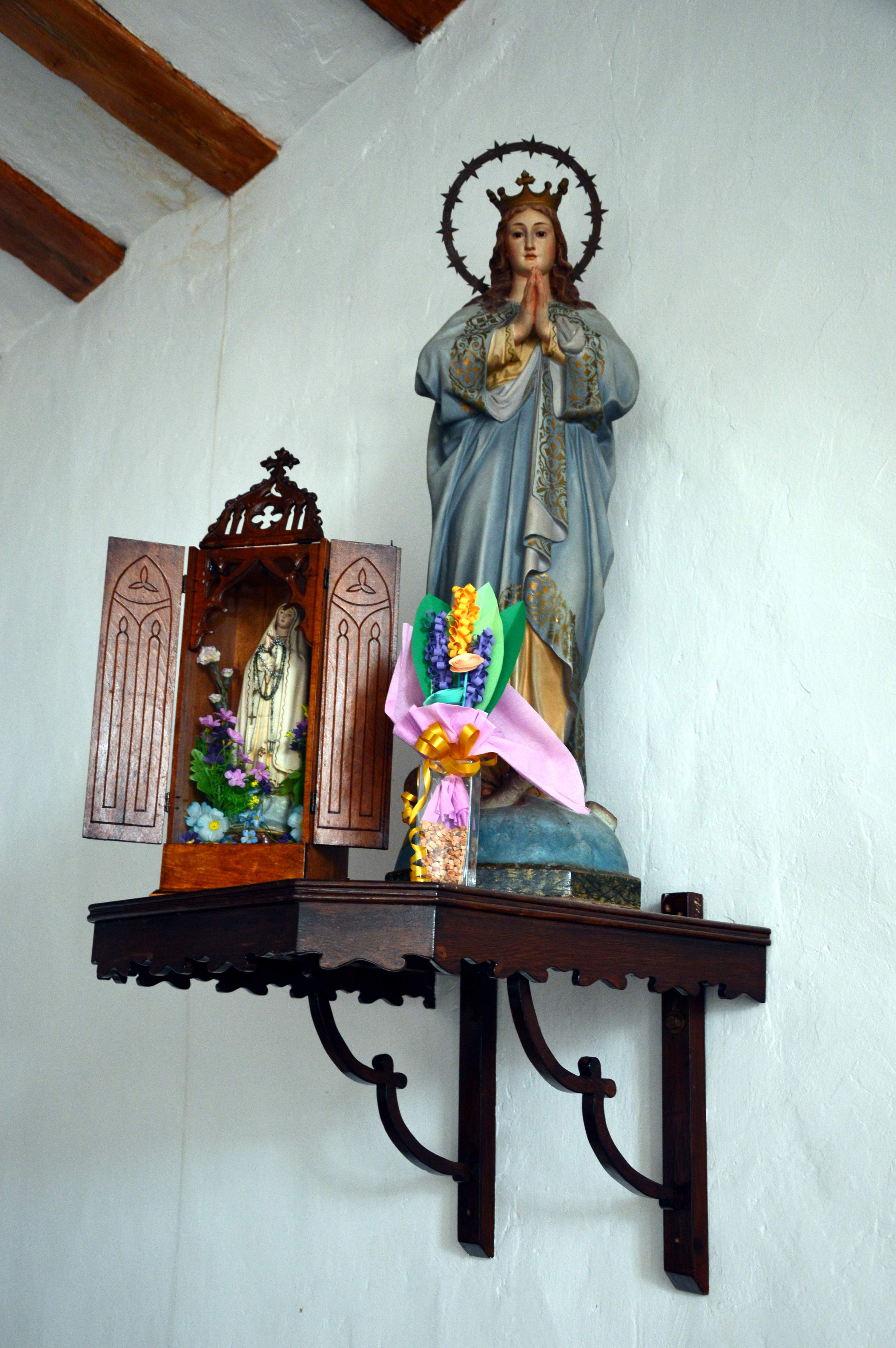
Ermita de San Sebastián en Mas de Jacinto (Castielfabib, Valencia), detalle de imagen sobre peana (2018).
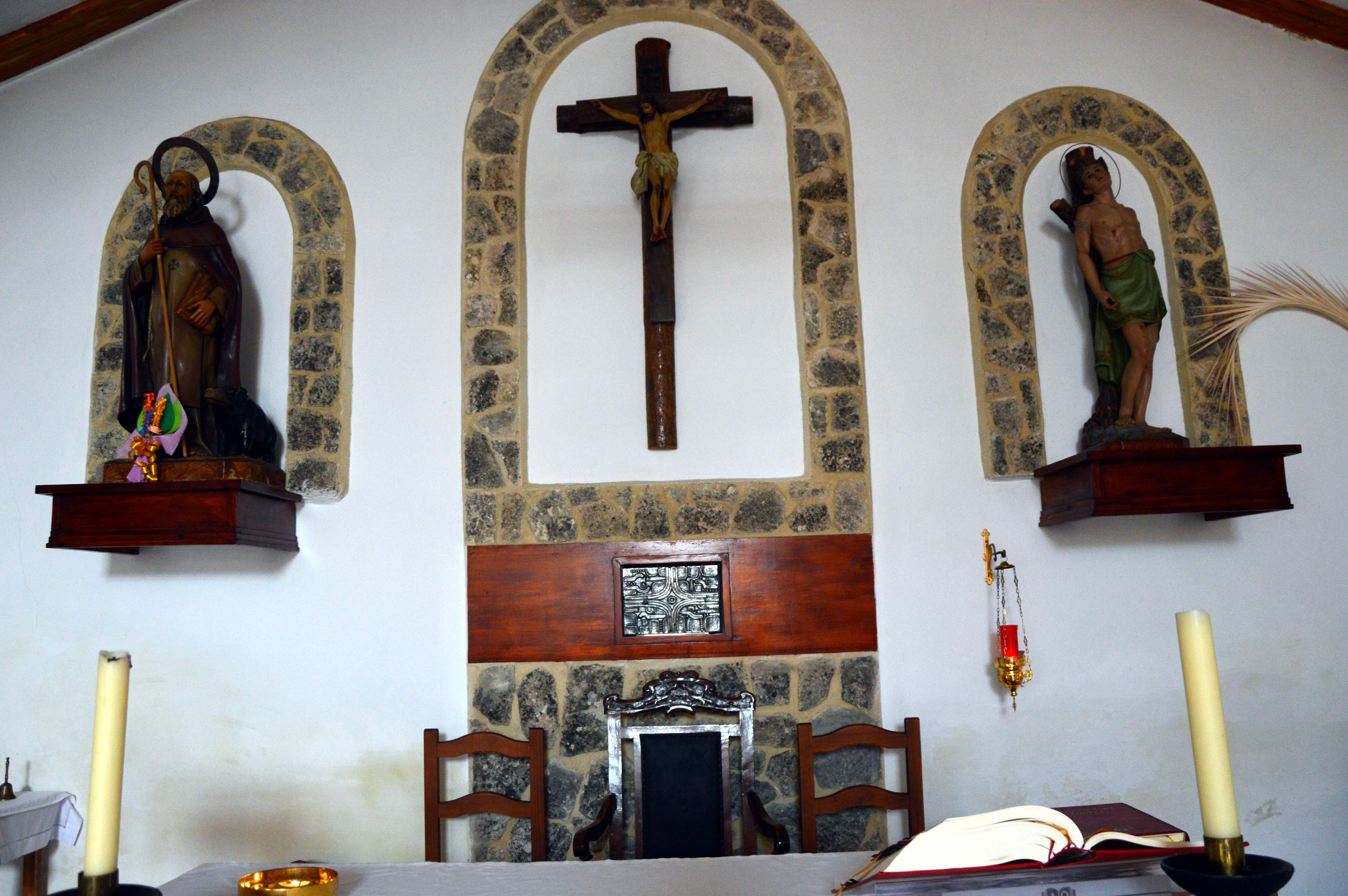
Ermita de San Sebastián en Mas de Jacinto (Castielfabib, Valencia), detalle del retablo (2018).
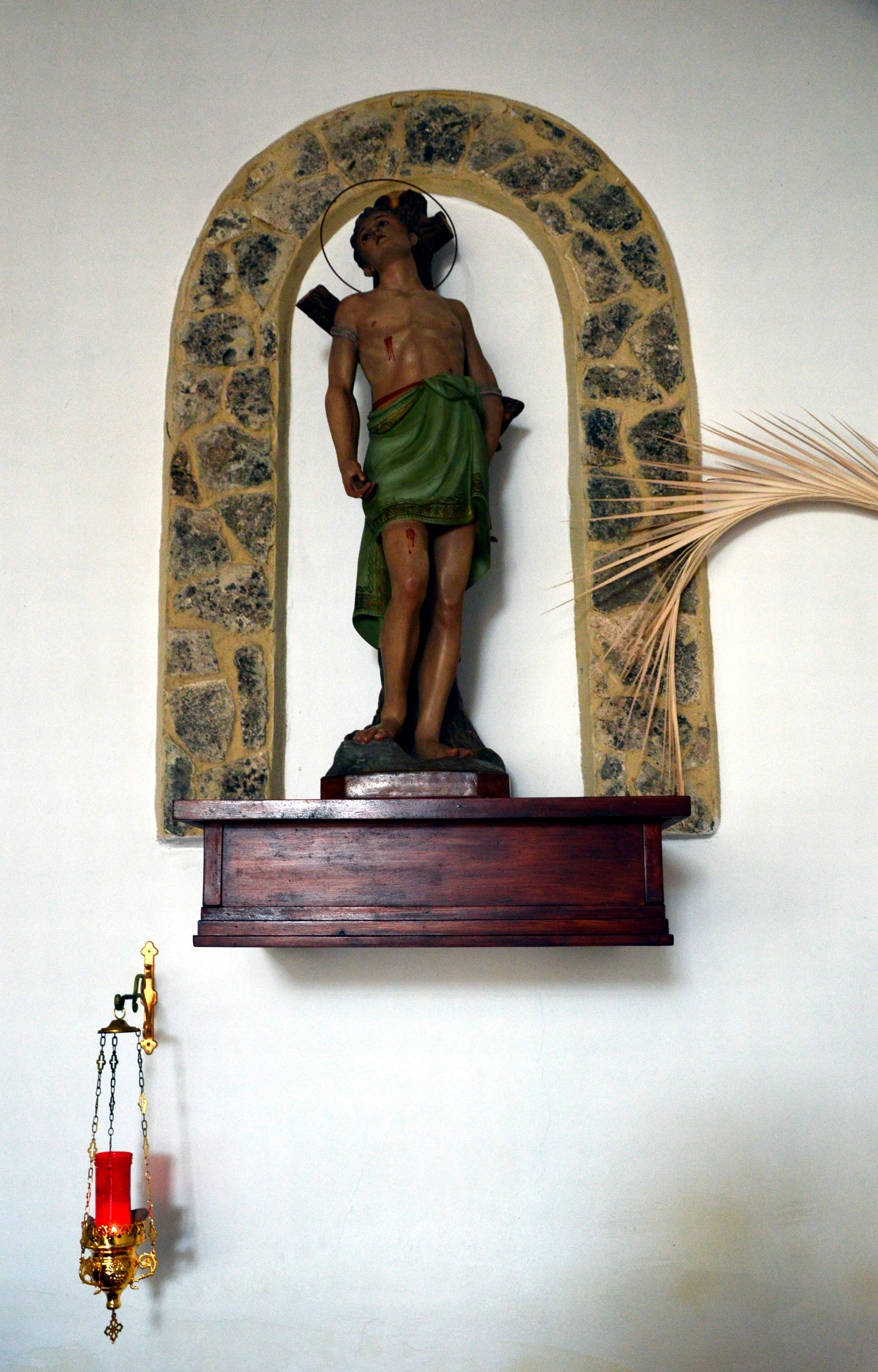
Ermita de San Sebastián en Mas de Jacinto (Castielfabib, Valencia), detalle de imagen de san Sebastián sobre peana (2018).
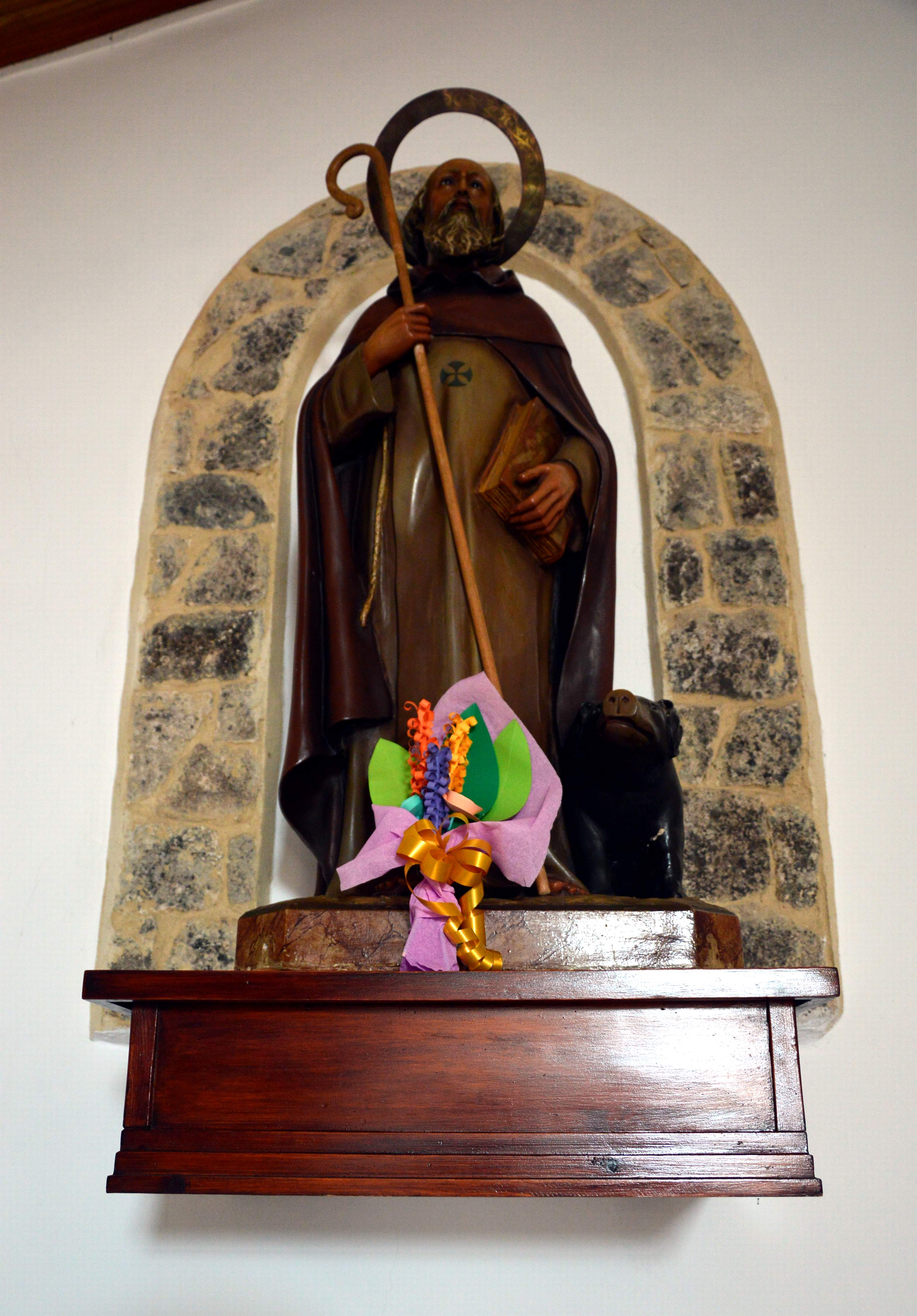
Ermita de San Sebastián en Mas de Jacinto (Castielfabib, Valencia), detalle de imagen de san Antonio Abad sobre peana (2018).